# Holochilus
Holochilus är ett släkte hamsterartade gnagare med tre arter som förekommer i Sydamerika.
Arterna är:
- Holochilus brasiliensis hittas från södra Brasilien över Uruguay till centrala Argentina.
- Holochilus chacarius lever i Paraguay och nordöstra Argentina.
- Holochilus sciureus har ett större utbredningsområde i och vid Amazonområdet från Venezuela och regionen Guyana till centrala Brasilien, Bolivia och Peru.

IUCN listar alla tre som livskraftig (LC).

## Utseende
Dessa gnagare påminner om stora vanliga möss. De når en kroppslängd (huvud och bål) av 13 till 22 cm, en svanslängd av 13 till 23 cm och en vikt mellan 80 och 450 gram. Den mjuka pälsen är på ovansidan ljusbrun till orange och har ofta några svarta täckhår. Undersidan är ljus orange till vit med några ljusgråa ställen. Håren på svansen är gles fördelade. Mellan tårna finns simhud.

## Ekologi
Individerna vistas i marskland och andra våta område med några enstaka träd. De förekommer i låglandet och på upp till 2 000 meter höga bergstrakter. Arternas bon av växtdelar byggs nära marken eller i upp till tre meters höjd. Holochilus letar oftast under natten och sällan på dagen efter föda som utgörs av vattenväxter och blötdjur.
Enligt de få undersökningar som finns sker parningen i april eller maj. Beroende på utbredningsområde föder honor en till tio ungar per kull. Hos individer i fångenskap varade dräktigheten i 26 till 30 dagar och ungarna vägde omkring 5 gram vid födelsen. Honan slutar efter cirka tre veckor med digivning och ungarna blir efter 2 till 4,5 månader könsmogna.
Beståndet av dessa gnagare ökar under vissa år explosionsartat och minskar lika snabbt under andra år. Orsakerna för denna process är inte än utredd.